# براهنغ (تشكدان)
براهنغ (بالفارسية: براهنگ) هي قرية تقع في إيران في قسم تشکدان الريفي. يقدر عدد سكانها بـ 183 نسمة بحسب إحصاء 2016.